# Àcid exocàrpic
L'àcid exocàrpic, el qual nom sistemàtic és àcid (E)-octadec-13-en-9,11-diinoic, és un àcid carboxílic de cadena lineal amb devuit àtoms de carboni, un doble enllaç trans entre els carbonis 13-14 i dos triples enllaços entre els carbonis 9-10 i 11-12, la qual fórmula molecular és {\displaystyle {\ce {C18H26O2}}}. En bioquímica és considerat un àcid gras.

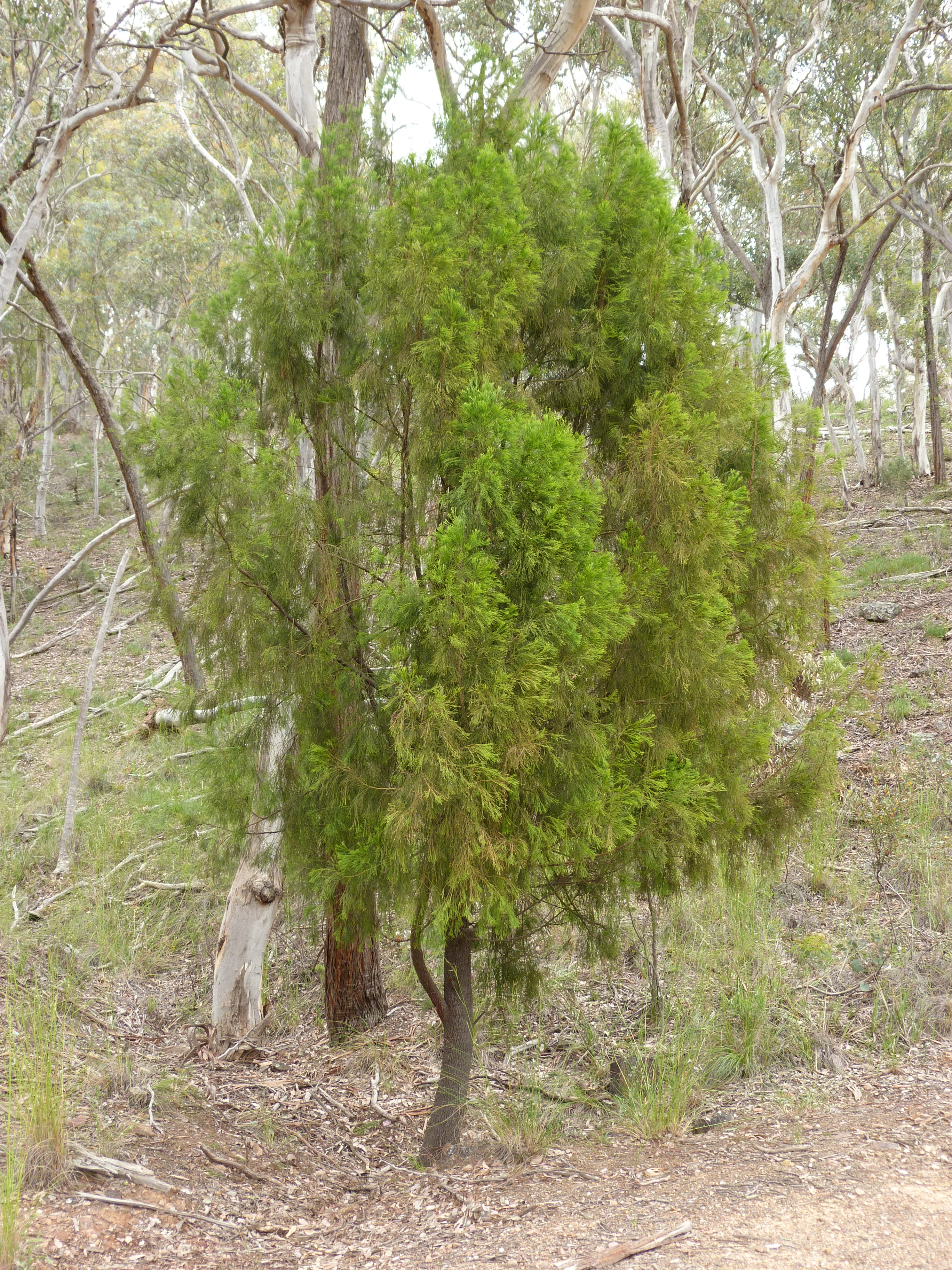
Exocarpos cupressiformis

Fou aïllat per primera vegada el 1959 de les arrels de l'arbre australià Exocarpos cupressiformis per H.H. Hatt i col·laboradors, del gènere del qual en derivaren el nom comú àcid exocàrpic. També s'ha aïllat de Buckleya distichophylla, que en conté un 29 %; Heisteria silvianii (0,36 %); Malania oleifera (3,43 %); i Ongokea gore (2 %). En forma lliure s'ha aïllat dels tubercles masculins i femenins i de les inflorescències de Sarcophyte sanguinea.
S'ha demostrat que presenta activitat antimicobacteriana.